# Lovers Rock (album)
Lovers Rock is het vijfde studioalbum van de band Sade, rondom zangeres Sade. Het album volgde op een lange stilte rondom Sade, hetgeen tot allerlei speculaties leidde, maar de tijd van stilte was zonder meer wel het resultaat van de geboorte van haar eerste kind. Na het album viel de band opnieuw ten prooi aan stilte; nieuw studiowerk kwam pas in 2010 met Soldier of Love.

## Inleiding
Met Lovers Rock keerde Sade Adu terug naar de muziek van haar jeugd: Lovers rock, een romantische variant binnen reggae. De jazzy stijl van voorgaande albums liet zij en haar band enigszins los; de voorheen regelmatig te horen saxofoon verdween. De instrumentatie werd soberder gehouden dan bij vorige albums. Voor wat betreft de thematiek van de teksten schreef ze over en positieve en negatieve aspecten van liefde met hier en daar politiek commentaar (Immigrant). De band trok een jaar uit voor de opnamen en bezocht daartoe drie geluidsstudio's, twee in Londen (Sam Hook End en Deliverance) en één in El Cotrijo (San Pedro de Alcántara). Als co-muziekproducent trad op Mike Pela en ook een aantal gastmusici werd naar de studio gehaald. 
De hoes foto werd geschoten door Sophie Muller, tevens regisseur van de film van de navolgende tournee.

## Musici
- Sade Adu – zang
- Andrew Hale – toetsinstrumenten, programmeerwerk
- Stuart Matthewman – gitaar, blaasinstrumenten, programmeerwerk
- Paui S. Denman – basgitaar

Met
- Leroy Osbourne – zang
- Karl van Den Bossche – percussie
- Janusz Podrazik – toetsen op Immigrant en It’s Only Love That Gets you Through
- Andy Nice – cello op Every Word
- Nick Ingham – strijkarrangement op King of Sorrow

## Muziek
| Nr. | Titel                                                            | Duur |
| --- | ---------------------------------------------------------------- | ---- |
| 1.  | By Your Side (Sade, Matthewman, Hale, Denman)                    | 4:34 |
| 2.  | Flow (Sade, Matthewman, Hale, Denman)                            | 4;34 |
| 3.  | King of Sorrow (Sade, Matthewman, Hale, Denman)                  | 4:53 |
| 4.  | Somebody Already Broke My Heart (Sade, Matthewman, Hale, Denman) | 5:01 |
| 5.  | All About Our Love (Sade, Matthewman, Hale, Denman)              | 2:40 |
| 6.  | Slave Song (Sade, Matthewman, Hale, Denman)                      | 4:12 |
| 7.  | The Sweetest Gift (Sade, Matthewman, Hale, Denman)               | 2:18 |
| 8.  | Every Word (Sade, Matthewman, Hale, Denman)                      | 4:04 |
| 9.  | Immigrant (Sade, Podrazik)                                       | 3:48 |
| 10. | Lovers Rock (Sade, Matthewman, Hale, Denman)                     | 4:13 |
| 11. | It’s Only Love That Gets You Through (Sade, Podrazik)            | 3:53 |

Er kwam nog een extra editie met vier live-uitvoeringen van hits The Sweetest Taboo, Smooth Operator, Nothing Can Come Between Us en No Ordinary Love.

## Nasleep
De ontvangt van het album was goed binnen de niche voor deze muziek. Het leidde weer tot goede verkoopcijfers. Dat resulteerde in hoge positie is in hitparades van bijna alle westerse landen, meest in de top 10. In de Verenigde Staten stond het 58 weken in de Billboard 200 met als hoogste positie nummer 3. In Engeland stond het 22 weken genoteerd met een piek op 18. Nederland bleef een beetje achter, maar het stond wel lang genoteerd (45 weken, piek op 20). Vlaanderen hield het zestien weken vast met een piek op 16. Uitschieter was Polen met een nummer-1 notering.
Alles resulteerde in een Grammy Award for Best Pop Vocal Album (2002).   